# 酒井相一郎
酒井 相一郎（さかい　そういちろう、7月18日 - ）は、日本の男性声優、俳優。愛媛県出身。血液型はO型。
以前はイエローテイル（ジュニア、2011年10月31日まで）、ケンユウオフィスに所属していた。

## 人物
- 声優を志したきっかけは「なれそうだから」[1]。周囲にサラリーマンを選ぶ人がおらず、自分には何ができるか思案した結果、声優を志した。
- もっともっとI（アイ）をちょうだいよ第141回にゲスト出演した際、二世の契りで共演した前田剛のファンであると告白した。（もっともっとI（アイ）をちょうだいよ：）

## 出演作品

### OVA
2008年
- ルパン三世 GREEN vs RED（ルパンA）

### Webアニメ
2011年
- うたがめ（リーダー 他）

### ゲーム
- スパイダーマン

2009年
- 俺がオマエを守る（ロニキス）
- バトル・オブ・ソルジャー（イワン）
- シャドウコンプレックス（ダラス）

2010年
- 真・マスターオブモンスターズ（リスターⅢ世、ウォルフェ王）
- プリンセスラバー!〜Eternal Love For My Lady〜
- 華ヤカ哉、我ガ一族（川村議員秘書）
- 戦極姫2・炎〜百華、戦乱辰風の如く〜（前田慶次[2]、カブラエル[3]）
- 二世の契り（高坂弾正 昌信）

2011年
- アンジェリーク 魔恋の六騎士
- 二世の契り 想い出の先へ（高坂弾正 昌信）
- 三極姫〜三国乱世・覇天の采配〜（孫堅文台[4]、程普徳謀[5]）
- 神なる君と
- アンジェリーク魔恋の6騎士（麒麟騎士団兵など）
- 華ヤカ哉、我ガ一族　キネマモザイク

2012年
- 戦極姫3〜天下を切り裂く光と影〜※PSP版（柳生宗厳、長船貞親）

### 吹き替え（ドラマ）
- CSI:マイアミ
- ディープ・フォレスト
- マイスウィートソウル（ペ・ギフン、ミヌ）

### 吹き替え（映画）
- 1911
- ストリートダンス TOP OF UK（マック）

### ラジオ
- 城ドコラジオ（アシスタントパーソナリティ）

### ドラマCD
- 俺がオマエを守る（ロニキス）
- アンジェリーク（準レギュラー）

### Application for iPad
- アニーの小さな汽車

### 舞台
- アイスクリームマン（向山）
- プールサイドストーリー（たけし）
- 風に吹かれてドンキホーテ（ドンキホーテ）